# Parapercis lineopunctata
Parapercis lineopunctata is een straalvinnige vissensoort uit de familie van krokodilvissen (Pinguipedidae). De wetenschappelijke naam van de soort is voor het eerst geldig gepubliceerd in 2003 door Randall.